# ビクトー・サラビア
ビクトー・サラビア（ Victor Saravia、1993年7月28日 - ）は、アメリカ合衆国の男性キックボクサー。ロサンゼルス出身。Muay Thai America Gym所属。

## 来歴
2016年3月26日、Muay Thai Grand Prix 3でダニエル・マクゴーワンと対戦。サラビアは2Rに右フックでダウンを奪ったものの、ダニエルの肘打ちで額をカットされてTKO負け。
2017年4月22日、K-1 WORLD GP 2017 JAPAN ～第2代スーパー・バンタム級王座決定トーナメント～に参戦。フェザー級(-57.5kg)のスーパーファイトで武尊と対戦しKO負け。
2017年11月23日、K-1 WORLD GP 2017 JAPAN ～初代ヘビー級王座決定トーナメント～に参戦。階級をスーパー・バンタム級(-55kg)に下げスーパーファイトで武居由樹と対戦したがKO負け。
2018年10月28日、Krush.94で桝本“ゴリ”翔也に延長判定勝ち。
2018年12月16日、Krush.96で玖村将史に判定負け。
2019年8月3日、Lion Fight 57でリカルド・ミクスコに判定勝ち。

## 獲得タイトル
- IFSフェザー級王者
- MTUフェザー級王者
- TBAフェザー級王者